# Kozie Stawy

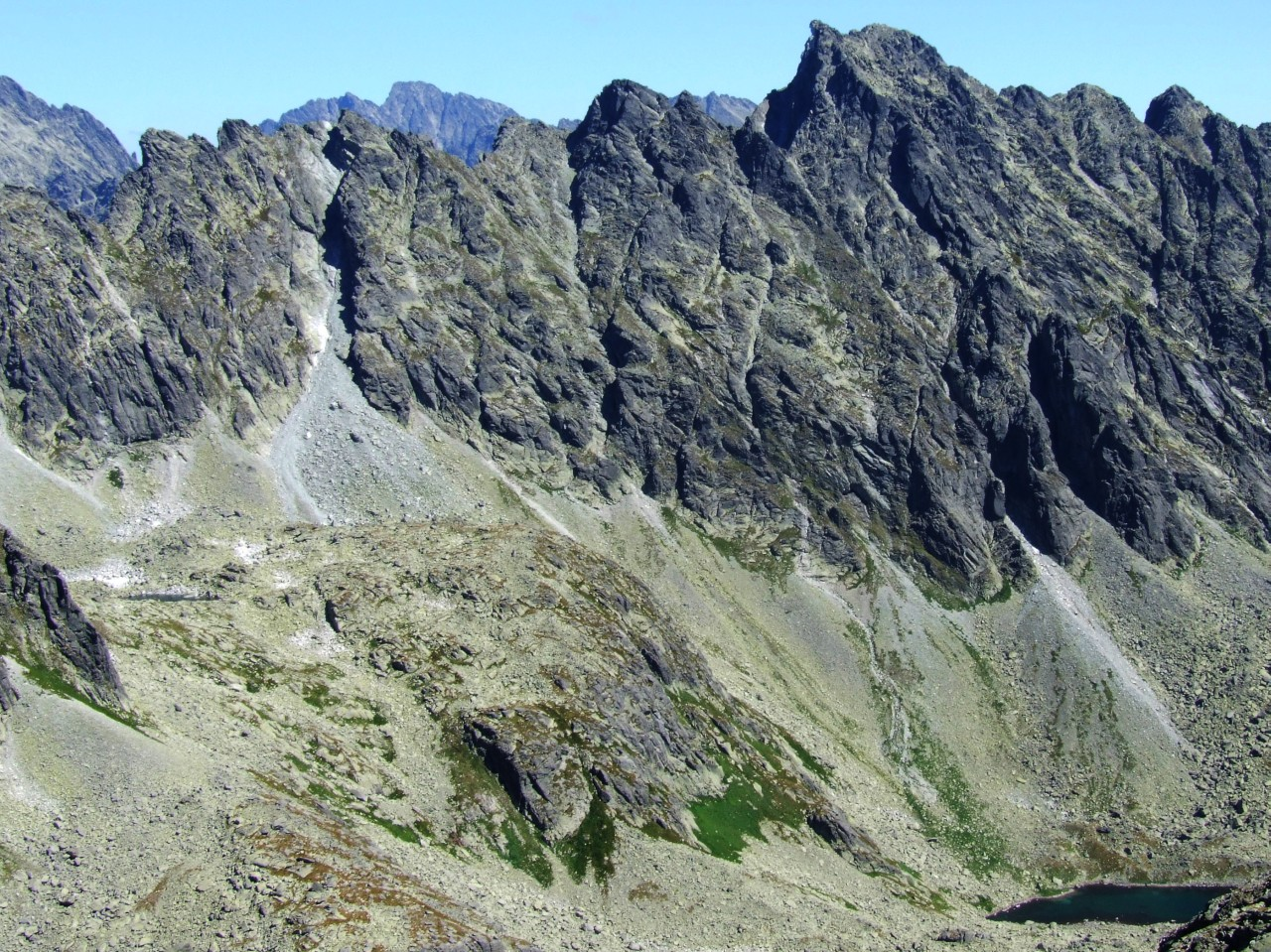
Niżni Kozi Staw pod Granią Baszt. U góry po lewej stronie można dostrzec Wyżni Kozi Staw

Kozie Stawy (niem. Gemsenseen, słow. Kozie plesá, węg. Zerge-tavak) – grupa kilku niedużych stawów w Kozim Kotle w Dolinie Młynickiej w słowackich Tatrach Wysokich. Według Wielkiej encyklopedii tatrzańskiej stawów tych jest 2–3 i są to:
- Wyżni Kozi Staw. Położony jest w górnej części doliny w Kozim Kotle. Przy małym stanie wody powstają z niego 2 oddzielne stawki.
- Niżni Kozi Staw. Położony jest w środkowej części doliny, na tarasie zwanym Zadnią Polaną, u podnóży Szatana. Jest największym ze wszystkich Kozich Stawów[1].

Józef Nyka i Ivan Bohuš podają, że na Zadniej Polanie istnieje jeszcze jeden Mały Kozi Staw. Staw taki zaznaczony jest również na mapie Tatr Wysokich słowackich i polskich jako niewielkie oczko wodne i położony jest najniżej z wszystkich Kozich Stawów. Obydwa te stawy (Niżni i Mały) według Józefa Nyki okresowo zanikają.
Nazwa stawów pochodzi od słowa koza, jak w gwarze góralskiej często nazywano kozicę. Wszystkie te stawy znajdują się w oddaleniu od szlaku prowadzącego dnem Doliny Młynickiej, jedynie Mały Kozi Staw znajduje się w pobliżu szlaku. Najdalej położony od szlaku Wyżni Kozi Staw jest ledwo dostrzegalny z podejścia na Bystrą Ławkę.